# Gieorgij Mołczanow
Gieorgij Andriejewicz Mołczanow (ros. Георгий Андреевич Молчанов, ur. 22 marca?/3 kwietnia 1897 w Charkowie, zm. 9 października 1937 w miejscu egzekucji Kommunarka) – funkcjonariusz radzieckiej policji politycznej, komisarz bezpieczeństwa państwowego II rangi, ludowy komisarz spraw wewnętrznych Białoruskiej SRR (1936-1937).

## Życiorys
Urodzony w rodzinie rosyjskiej. Do 1917 uczył się w szkole handlowej w Charkowie, od listopada 1917 do czerwca 1918 był żołnierzem i członkiem sztabu Głównodowodzącego Wojsk Południa Rosji Antonowa-Owsiejenki, później pracował w sztabie Frontu Wschodniego. 
Od grudnia 1917 należał do SDPRR(b). 
Od lipca 1919 do maja 1920 był adiutantem głównodowodzącego wojsk Turkiestanu, następnie pracował w organach Czeki, od maja 1920 do lipca 1921 kierował biurem politycznym Czeki Okręgu Kabardyno-Bałkarskiego, od lipca do października 1921 był przewodniczącym gubernialnej Czeki w Groznym, od października 1921 do grudnia 1922 szefem Tajnej Sekcji Operacyjnej i zastępcą przewodniczącego Gorskiej Gubernialnej Czeki/gubernialnego oddziału GPU. Od grudnia 1922 do maja 1925 był szefem Tajnej Sekcji Operacyjnej i zastępcą szefa gubernialnej Czeki w Nowonikołajewce (obecnie Nowosybirsk). Od 13 maja 1925 do 27 marca 1929 był szefem gubernialnego oddziału GPU w Iwanowie-Wozniesieńsku, od 27 marca 1929 do 17 listopada 1931 pełnomocnym przedstawicielem OGPU w Iwanowskim Obwodzie Przemysłowym, od 17 listopada 1931 do 28 listopada 1936 szefem Tajnego Wydziału Politycznego OGPU ZSRR/GUGB NKWD ZSRR.
26 listopada 1935 otrzymał stopień komisarza bezpieczeństwa państwowego II rangi. 
Od listopada 1936 do marca 1937 był ludowym komisarzem spraw wewnętrznych Białoruskiej SRR, równocześnie od 11 grudnia 1936 do 3 lutego 1937 szefem Wydziału Specjalnego NKWD Białoruskiego Okręgu Wojskowego.
W okresie wielkiej czystki 7 marca 1937 został aresztowany przez NKWD, wraz z innymi funkcjonariuszami z ekipy Gienricha Jagody.  16 czerwca 1938 skazany na śmierć przez Kolegium Wojskowe Sądu Najwyższego ZSRR i rozstrzelany. 
Pośmiertnie zrehabilitowany w 1996 przez prokuraturę generalną Federacji Rosyjskiej.

## Odznaczenia
- Order Czerwonego Sztandaru (20 grudnia 1932)
- Odznaka "Honorowy Funkcjonariusz Czeki/GPU (V)" (1923)
- Odznaka "Honorowy Funkcjonariusz Czeki/GPU (XV)" (20 grudnia 1932)